# Silvia Arroyo Camejo
Silvia Arroyo Camejo (* 3. Januar 1986 in Berlin) ist eine spanisch-deutsche Physikerin und Wissenschaftsautorin.

## Leben
Arroyo Camejo − Tochter eines spanischen Gefäßchirurgen und einer deutschen Sprachlehrerin − besuchte das Berliner Canisius-Kolleg, ein Jesuiten-Gymnasium in Berlin-Tiergarten und legte 2005 ihr Abitur mit den Leistungskursen Physik und Chemie ab. Sie begann im Alter von siebzehn Jahren, ein Buch über Quantenphysik zu schreiben. Das Buch wurde 2006 vom Wissenschafts-Verlag Springer unter dem Titel Skurrile Quantenwelt veröffentlicht. Die Autorin erhielt für hervorragende Leistungen im Fach Physik 2004 den Schülerpreis Berlin der Physikalischen Gesellschaft zu Berlin e. V. (PGzB) und 2005 den Buchpreis der Deutschen Physikalischen Gesellschaft.
Neben ihrem Physikstudium an der Humboldt-Universität zu Berlin arbeitete sie als studentische Mitarbeiterin am Hahn-Meitner-Institut in Berlin in der Abteilung Solare Energetik. Ihre Bachelor-Arbeit aus dem Bereich der experimentellen Quantenoptik schloss sie in der Gruppe "Nano-Optik" von Oliver Benson an der Humboldt-Universität zu Berlin ab. 2009 besuchte sie als visiting student die Arbeitsgruppe Experimental Atomic Physics von Vladan Vuletic am MIT-Harvard Center for Ultracold Atoms. Von 2009 bis 2012 studierte sie im Master-Programm der Universität Wien und arbeitete seit 2012 am Max-Planck-Institut für biophysikalische Chemie in der Abteilung NanoBiophotonics von Stefan Hell an ihrer Dissertation, die sie im Dezember 2015 abschloss.

## Skurrile Quantenwelt
Skurrile Quantenwelt ist ihr erstes, 2006 veröffentlichtes Buch über Quantenphysik. Zunächst sollte es nur eine Überprüfung für sie selbst werden, ob sie die vielen quantenphysikalischen Bücher, die sie schon mit vierzehn Jahren zu lesen begonnen hatte, auch verstanden hatte, doch letztlich entwickelte sich daraus ein eigenes Buch. Sie strebte an, die Lücke zwischen formelfreier populärwissenschaftlicher Literatur und Studienliteratur zu schließen, und verwendete dabei keine höhere Mathematik, um das Buch sowohl für Studenten als auch für Laien verständlich zu machen.
Im Buch werden verschiedene historisch bedeutende Experimente der Quantenmechanik wie das Doppelspaltexperiment und der photoelektrische Effekt erklärt und dabei die Fundamentalität des Welle-Teilchen-Dualismus in der Quantenmechanik veranschaulicht. Darüber hinaus wird auf moderne Experimente und die daraus resultierenden physikalischen Weltvorstellungen eingegangen, wie zum Beispiel die Frage nach der Existenz verborgener Variablen und der Vollständigkeit der quantenmechanischen Beschreibungsweise. Ferner wird am Ende des Buches auf fortgeschrittene Theorien wie die Quantengravitation eingegangen.
Skurrile Quantenwelt erschien ursprünglich im Springer-Verlag und hielt sich mehrere Wochen in der Spiegel-Bestsellerliste für Sachbücher. 2008 folgten Übersetzungen in die italienische, griechische, vietnamesische und japanische Sprache.

## Veröffentlichungen
- Skurrile Quantenwelt. Springer, Berlin/Heidelberg 2006, ISBN 3-540-29720-0 und Fischer, Frankfurt am Main 2007, ISBN 978-3-596-17489-8.
- mit Marie-Pierre Adam, Mondher Besbes, Jean-Paul Hugonin, Vincent Jacques, Jean-Jacques Greffet, Jean-François Roch, Stefan Hell, François Treussart: Stimulated Emission Depletion Microscopy Resolves Individual Nitrogen Vacancy Centers in Diamond Nanocrystals. In: ACS Nano. 7, 2013, S. 10912–10919, doi:10.1021/nn404421b.
- mit Andrii Lazariev, Stefan Hell, Gopalakrishnan Balasubramanian: Room temperature high-fidelity holonomic single-qubit gate on a solid-state spin. In: Nature Communications. 5, 2014, Nr. 4870.
- Quantum information, quantum sensing, and super-resolution microscopy with nitrogen-vacancy centers in diamond. Dissertation, Heidelberg 2015, DNB 1082145904.